# 2024년 사우랴 항공 봄바디어 CRJ200ER 항공 사고

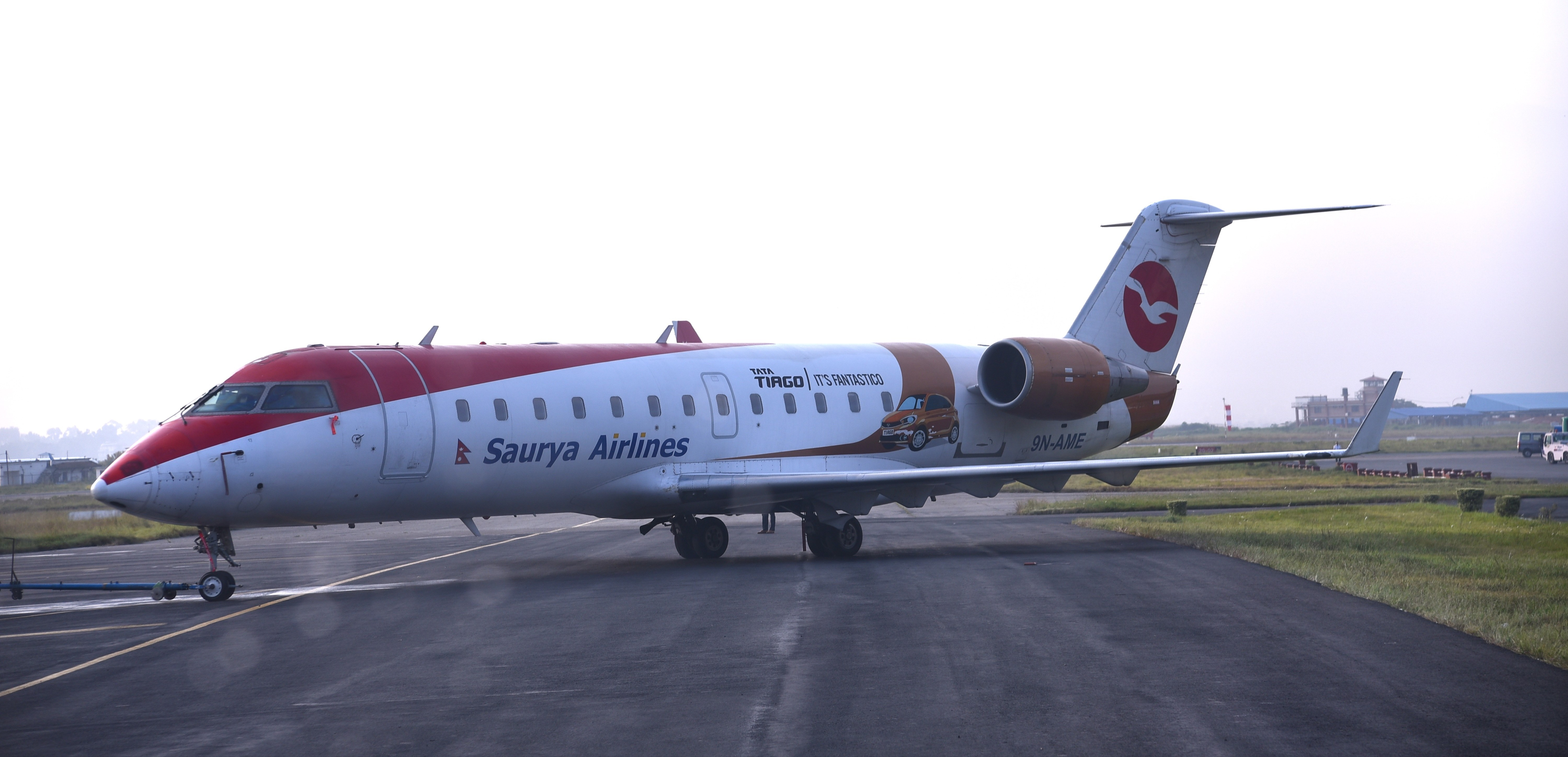

2024년 7월 24일, 사우랴 항공이 운영하는 봄바디어 CRJ200ER편이 네팔 카트만두의 트리부반 국제공항에서 이륙 직후 추락하여 탑승자 19명 중 18명이 사망했다.

## 항공기
관련 항공기는 봄바디어 CRJ200ER편으로, 제조업체 일련번호가 7772인 9N-AME로 등록되었으며, 2003년 봄바디어 항공(Bombardier Aviation)에서 제작되었으며 2개의 GE CF34-3B1 엔진으로 구동되었다. 이 항공기는 처음 애틀랜틱 코스트 항공(Atlantic Coast Airlines)에 인도된 후 2017년에 사우랴 항공(Saurya Airlines, 당시 이름: Kuber Airlines)에 취항했다.
이 비행기는 카트만두 트리부반 국제공항에서 포카라로 비행할 예정이었고 승무원 2명과 승객 17명이 타고 있었다. 사우랴 항공은 항공기 정비가 7월 25일로 예정되어 있다고 밝혔다.

## 같이 보기
- 예티 항공 691편 추락 사고
- 파키스탄 국제항공 268편 추락 사고